# بازيليكا جسد المسيح
بازيليكا جسد المسيح (بالبولندية: Bazylika Bożego Ciała)، الواقعة في منطقة كازيميرز في كراكوف، بولندا، هي كنيسة قوطية أسسها الملك كازيمير الثالث الأعظم في عام 1335.

## التاريخ
أقيمت بازيليكا جسد المسيح على مراحل ابتداءً من عام 1340 حتى منتصف القرن الخامس عشر. كان من المفترض أن تكون كنيسة دير، مما يفسر قطعة الأرض الكبيرة التي تقف عليها، ووجود مقبرة رهبانية بجوارها. في عام 1404، أعطاها الملك يوغيلا إلى شرائع لاتيران العادية، وهي جماعة جلبها من كلودزكو.

## التصميم الداخلي

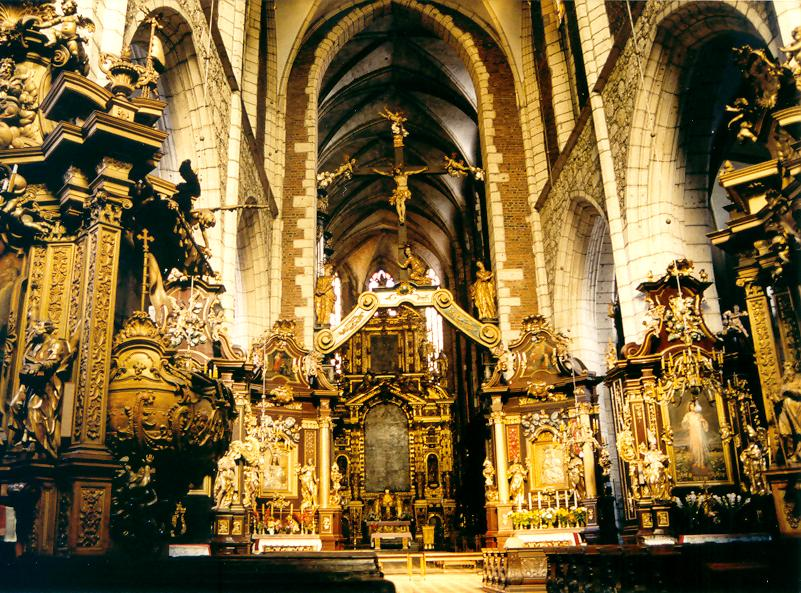
داخل البازيليكا.

التصميم الداخلي للكنيسة عبارة عن مزيج من العمارة البولندية القوطية و‌الباروكية البولندية المثيرة للإعجاب مع ميزات هيكلية مثل مذبح كبير مذهّب على الطراز الباروكي ومنبر على شكل قارب (1750). تم نهب الكنيسة وتدميرها من الداخل تماماً من قِبل جنود الغزو السويدي عام 1655 (الطوفان)، مما يفسر انتشار الباروك في زخرفته الحالية. يُقال إن الكنيسة تحتوي على واحدة من أجمل أكشاك جوقة الباروك في أوروبا الوسطى. ودُفن هناك بارتولوميو بيريكي، فنان عصر النهضة الذي صمم كنيسة سيجيسموند في فافل.

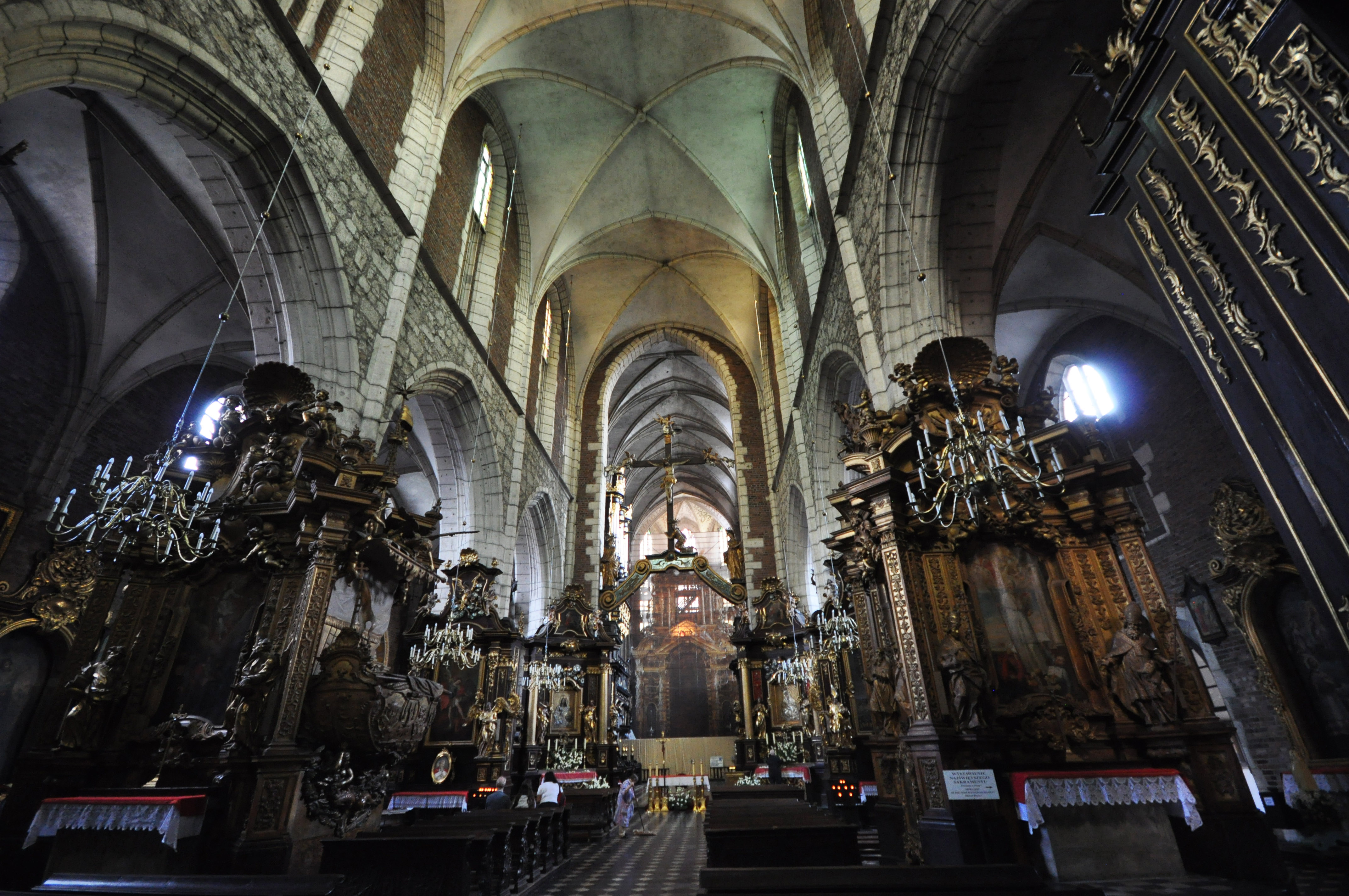
داخل البازيليكا.

تضم بازيليكا جسد المسيح أكبر الأعضاء في كراكوف. تم بناء الآلة الرئيسية بين 1958-1963 باستخدام بعض عناصر الجهاز القديم الذي يعود تاريخه إلى سبعينيات القرن الثامن عشر. تم تصميمه لـ 83 أرضية ويتكون من جزأين. العضو الرئيسي يوضع على الجوقة والأعضاء الجانبية الموجودة في المذبح. تحتوي الأعضاء على 5950 أنبوباً و 25 جرساً. لديهم القدرة على تشغيل الأعمال المكتوبة على أساس الصدى. صوت الأورغن على بعد 70 متراً من بعضها البعض يمنح المستمع تجربة فريدة.